# Карасюрово
Карасю́рово (рос. Карасюрово) — присілок у складі Афанасьєвського району Кіровської області, Росія. Входить до складу Пашинського сільського поселення.
Населення становить 56 осіб (2010, 89 у 2002).
Національний склад станом на 2002 рік — росіяни 93 %.